# لوخوویتسه
لوخوویتسه (به چکی: Lochovice) یک منطقهٔ مسکونی در جمهوری چک است که در ناحیه بروون واقع شده‌است. لوخوویتسه ۱۳٫۲۴ کیلومتر مربع مساحت و ۱٬۱۴۴ نفر جمعیت دارد و ۳۰۸ متر بالاتر از سطح دریا واقع شده‌است.